# Будницкий, Олег Витальевич
Оле́г Вита́льевич Будни́цкий (род. 27 мая 1954, Ростов-на-Дону) — советский и российский историк, специализирующийся на российской истории второй половины XIX—XX веков. Доктор исторических наук, профессор, директор Международного центра истории и социологии Второй мировой войны и её последствий НИУ ВШЭ, член Европейской академии (Academy of Europe, с 2012).

## Биография
В 1976 году окончил педагогический институт в Ростове-на-Дону по специальности «история». В 1988 году окончил аспирантуру Института истории СССР АН СССР по специальности «Историография, источниковедение и методы исторического исследования». В 1989 году защитил в том же институте кандидатскую диссертацию «История изучения „Народной воли“ в конце XIX — начале XX вв.», в 1998 году — докторскую диссертацию «Терроризм в российском освободительном движении: идеология, этика, психология (вторая половина XIX — начало XX вв.)».
В 1978—1980 годах работал учителем истории и обществоведения в средней школе № 69 Ростова-на-Дону.
С 1980 по 1992 год занимался научной и преподавательской деятельностью в Ростовском государственном педагогическом институте: был научным сотрудником в археологической лаборатории, а также преподавателем кафедры всеобщей истории и кафедры истории СССР / отечественной истории. После прохождения в 1992—1994 годах докторантуры в Институте российской истории РАН вновь преподавал в Ростовском пединституте с 1995 по 1998 год в качестве доцента (позднее — профессора), заведующего кафедрой отечественной истории.
С 1998 года — старший (затем — ведущий) научный сотрудник Института российской истории РАН. 
С 2010 года работает на Факультете истории Высшей школы экономики (в 2015 году реорганизован в Школу исторических наук Факультета гуманитарных наук), преподаёт такие курсы, как «Введение в профессию», «История русской эмиграции», «Россия в XX веке», «Политическая история России» и другие. С 2014 года является ординарным профессором факультета гуманитарных наук Высшей школы экономики (2014).
С 2013 года был членом экспертного совета по истории ВАК Минобрнауки России. 23 октября 2017 года вышел из совета после того, как президиум ВАК рекомендовал не лишать министра культуры России Владимира Мединского степени доктора исторических наук, несмотря на отрицательный отзыв экспертного совета. По мнению Будницкого, решение президиума ВАК создало «опасную ситуацию для дальнейшего развития [российской] науки».
Является академическим директором Международного центра истории и социологии Второй мировой войны и её последствий, директором Международного исследовательского центра российского и восточноевропейского еврейства, главным редактором ежегодника «Архив еврейской истории» (с 2004 года), редактором (совместно с проф. Т. Эммонсом, Стэнфордский университет) серии «Русские сокровища Гуверовской башни» издательства РОССПЭН и издательства Гуверовского института, членом редколлегий журналов «Российская история», «Kritika: Explorations in Russian and Eurasian History», «East European Jewish Affairs», «Jews in Russia and Eastern Europe».
Автор более 200 научных и популярных статей, выступает как публицист и популяризатор, ведущий и участник теле- и радиопрограмм.

## Награды
- Премия Егора Гайдара, присуждаемая Фондом Егора Гайдара, «за выдающийся вклад в области истории» (2016)[5].
- Премия «Скрипач на крыше» в номинации «Образование» (2018) — за популяризацию изучения еврейской истории в России[6]

## Основные работы
Монографии
- Терроризм в российском освободительном движении: идеология, этика, психология (вторая половина XIX — начало XX в.). — М.: РОССПЭН, 2000
  - 2-е изд., доп. — М.: РОССПЭН, 2016.
- Российские евреи между красными и белыми (1917—1920). — М.: РОССПЭН, 2005.
- Деньги русской эмиграции: Колчаковское золото. 1918—1957. — М.: Новое литературное обозрение, 2008.
- Русско-еврейский Берлин (1920—1941). — М.: Новое литературное обозрение, 2013. (в соавт. с А. Л. Полян)
- Терроризм в Российской империи: краткий курс. — М.: Эксмо: Бомбора, 2021. — 272 с. — (Непрошедшее прошлое. История России). — 4000 экз. — ISBN 978-5-04-115860-6.
- Люди на войне. — М.: Новое литературное обозрение, 2021. — 400 с. — (Что такое Россия). — 1500 экз. — ISBN 978-5-4448-1534-2.
- Другая Россия. Исследования по истории русской эмиграции. — М.: Новое литературное обозрение, 2021. — 632 с. — (Historia Rossica). ISBN 978-5-4448-1585-4
- Золото Колчака. — М.: Новое литературное обозрение, 2022. — 456 с. ISBN 978-5-4448-1744-5
- Евреи в Российской империи. 1772—1917. Краткий курс. — 2025. — 360 с. — ISBN 978-5-4448-2607-2

Учебное пособие
- История терроризма в России в документах, биографиях, исследованиях: Учебное пособие для студентов вузов. / авт.-сост. О. В. Будницкий. — Ростов н/Д.: Феникс, 1996. — 576 с.

Публикации источников
- «Кровь по совести». Терроризм в России: Документы и биографии. — Ростов н/Д.: РГПУ, 1994. — 256 с.
- Женщины-террористки в России: [Бескорыстные убийцы] / Сост., вступит. ст. и примечания О. В. Будницкого. — Ростов н/Д.: Феникс, 1996. — 636 с.
- Революционный радикализм в России: Век девятнадцатый / Под ред. Е. Л. Рудницкой. Сост. Е. Л. Рудницкая, О. В. Будницкий. — М.: Археографический центр, 1997. — 576 с.
- Кизеветтер А. А. Исторические силуэты. / Сост. и вступит. статья О. В. Будницкого. — Ростов н/Д.: Феникс, 1997. — 480 с.
- Евреи и русская революция: материалы и исследования / Ред.-сост. О. В. Будницкий. — М.—Иерусалим: Мосты культуры; «Гешарим», 1999. — 480 с., ил.
- «Совершенно лично и доверительно!» Б. А. Бахметев — В. А. Маклаков: Переписка 1919—1951. В 3 т. / Публикация, вступительная статья и комментарии О. В. Будницкого. — М.; Стэнфорд: РОССПЭН и Hoover Institution Press, 2001—2002. — Т. 1. — 568 с., ил.; Т. 2. — 672 с., ил.; Т. 3. — 672 с., ил.
- Россия и российская эмиграция в воспоминаниях и дневниках: аннотированный указатель книг, журнальных и газетных публикаций, изданных за рубежом в 1917—1991 гг. Научное руководство, редакция и введение А. Г. Тартаковского, Т. Эммонса, О. В. Будницкого. — В 4 т. (5 кн.). — М.: РОССПЭН, 2003—2006. — Т. 1. — 672 с.; Т. 2. — 694 с.; Т. 3. — 640 с.; Т. 4. — Кн. 1. — 462 с.; Т. 4. — Кн. 2. — 542 с.
- Архив еврейской истории. — Т. 1. — М.: РОССПЭН, 2004. — 456 с., ил.; Т. 2. — М.: РОССПЭН, 2005. — 464 с., ил. (29,0 п.л.); Т. 3. — М.: РОССПЭН, 2006. — 408 с., ил. (25,5 п.л.); Т. 4. — М.: РОССПЭН, 2007. — 375 с., ил. (23,5 п.л.); Т. 5. — М.: РОССПЭН, 2008. — 368 с., ил. (23.0 п.л.) (Главный редактор, автор вступительных статей ко всем томам).
- Рабинович М. Г. Записки советского интеллектуала. / Публ. и комментарии О. В. Будницкого. Вступит. статья «Москва и Рабинович» Л. А. Беляева, О. В. Будницкого, В. Я. Петрухина. — М.: Новое литературное обозрение, 2005. — 392 с. (24,5 п.л.)
- Спор о России: В. А. Маклаков — В. В. Шульгин. Переписка 1919—1939 гг. / Сост., автор вступ. ст. и примеч. О. В. Будницкий. — М.: РОССПЭН, 2012. — 439 с.
- «Свершилось. Пришли немцы!» Идейный коллаборационизм в СССР в период Великой Отечественной войны / сост. и отв. ред. О. В. Будницкий. — М.: РОССПЭН, 2012. — 325 с. — (История коллаборационизма). — 1000 экз. — ISBN 978-5-8243-1704-6.
- «Свершилось. Пришли немцы!» Идейный коллаборационизм в СССР в период Великой Отечественной войны / сост. и отв. ред. О. В. Будницкий. — 2-е изд. — М.: РОССПЭН, 2014. — 325 с. — (История коллаборационизма). — 1000 экз. — ISBN 978-5-8243-1839-5.
- Одесса: жизнь в оккупации. 1941–1944 / сост. и отв. ред. О. В. Будницкий. — М.: РОССПЭН, 2013. — 231: ил. с. — (История коллаборационизма). — 1500 экз. — ISBN 978-5-8243-1836-4.
- Владимир Гельфанд. Дневник 1941—1946. Публикация, вступительная статья, примечания и комментарии О. В. Будницкий. — М.: РОССПЭН, КНИЖНИКИ, 2015, 2016 . — 751 с.
- Гарвардский проект: Рассекреченные свидетельства о Великой Отечественной войне / Составление, общая редакция и вступительная статья О. В. Будницкого и Л. Г. Новиковой. — М.: РОССПЭН, 2018. — 493 с. — ISBN 978-5-8243-2289-7.
- В движении: русские евреи-эмигранты накануне и в начале Второй мировой войны (1938–1941): [переписка А.А. Гольденвейзера] / сост. О. В. Будницкий, М. Байссвенгер, Т. Л. Воронина. — М.: РОССПЭН, 2020. — 703 с. — 700 экз. — ISBN 978-5-8243-2368-9.

Сборники статей (редактирование, составление)
- Периодическая печать российской эмиграции. 1920—2000. / Сборник статей. Под ред. Ю. А. Полякова и О. В. Будницкого. — М.: ИРИ РАН, 2009. — 344 с. (21.75 п.л.)
- Еврейская эмиграция из России. 1881—2005. / Отв. ред. О. В. Будницкий. — М.: РОССПЭН, 2008. — 447 с., ил. (28.0 п.л.)
- История российского зарубежья. Эмиграция из СССР-России. 1941—2001 гг.: Сборник статей. / Под ред. Ю. А. Полякова, Г. Я. Тарле, О. В. Будницкого. — М.: ИРИ РАН, 2007. — 296 с. (18.5 п.л.)
- Русско-еврейская культура. / Отв. ред. О. В. Будницкий. — М.: РОССПЭН, 2006. — 495 с.
- Мировой кризис 1914—1920 годов и судьба восточноевропейского еврейства. / Под ред. О. В. Будницкого (отв. редактор), О. В. Беловой, В. Е. Кельнера, В. В. Мочаловой. — М.: РОССПЭН, 2005. — 448 с. (28,0 п.л.)
- История и культура российского и восточноевропейского еврейства: новые источники, новые подходы. / Под ред. О. В. Будницого, К. Ю. Бурмистрова, А. Б. Каменского, В. В. Мочаловой. — М.: Дом еврейской книги, 2004. — 424 с.
- Российский сионизм: история и культура. / Ред. О. В. Будницкий, Р. М. Капланов, А. Е. Локшин, В. В. Мочалова. — М.: Дом еврейской книги, 2002. — 328 c., ил.

Статьи
- Von Berlin aus gesehen — Die Russische Revolution, die Juden und die Sowjetmacht // Verena Dohrn, Gertrud Pickhan (Hg.), Transit und Transformation. Osteuropдisch-jьdische Migranten in Berlin 1918—1939. — Göttingen: Wallstein Verlag, 2010. — S. 156—172.
- The Intelligentsia Meets the Enemy: Educated Soviet Officers in Defeated Germany, 1945 // Jews, Pogroms, and the White Movement: A Historiographical Critique // Kritika: Explorations in Russian and Eurasian History 2 (4) (Fall 2001). — P. 751—772. — Vol. 10. — No. 3 (Summer 2009). — P. 629—682.
- The Reds and the Jews, or the Comrades in Arms of the Military Reporter Liutov // The Enigma of Isaac Babel: Biography, History, Context. / Edited by Gregory Freidin. — Stanford: Stanford University Press, 2009. — P. 65—81.
- "Die Juden und die Tscheka: Mythen, Zahlen, Menschen. // Osteuropa 58, Jr., 8-10 (2008). — S. 111—130.
- The Jews and Revolution: Russian Perspectives, 1881—1918 // East European Jewish Affairs. Volumehttp No. 3 (December 2008). — P. 321—334.: // www.informaworld.com/smpp/title~content=t713720502~db=all~tab=issueslist~branches=38 — v3838.
- The «Jewish Battalions» in the Red Army // Revolution, Repression, and Revival: The Soviet Jewish Experience. — Lanham, MD: Rowman & Littlefield, 2007. — P. 15—35.
- Russian Liberalism in War and Revolution // Kritika: Exploration in Russian and Eurasian History. Winter 2004. — Vol. 5. — Number 1. — P. 149—168.
- Battling Balfour: «White Diplomacy», the Russian Orthodox Church and the Establishment of a Jewish State in Palestine // East European Jewish Affairs. — Vol. 34. — No. 1. — Summer 2004. — P. 72—90.
- Boris Bakhmeteff’s Intellectual Legacy in American and Russian Collections // Russian and East European Books and Manuscripts in the United States. — New York; London: The Haworth Information Press, 2003. — P. 5—12.
- Jews, Pogroms, and the White Movement: A Historiographical Critique // Kritika: Explorations in Russian and Eurasian History. — 2 (4) (Fall 2001). — P. 751—772.